# Haudainville
Haudainville é uma comuna francesa na região administrativa de Grande Leste, no departamento de Meuse. Estende-se por uma área de 11,11 km². Em 2010 a comuna tinha 970 habitantes (densidade: 87,3 hab./km²).